# Sargocentron spiniferum
Sargocetron spiniferum – gatunek ryby promieniopłetwej z rodziny hajdukowatych.

## Występowanie
Rejon indopacyficzny, m.in. w Morzu Czerwonym. Zamieszkuje wśród raf koralowych na głębokości 1 – 122 m. 

## Morfologia
Dorasta do 50 cm długości i 2,5 kg masy ciała.